# Jastrzębska Spółka Węglowa
Jastrzębska Spółka Węglowa SA est une grande entreprise d'extraction de charbon en Pologne qui produit environ 15 millions de tonnes de charbon chaque année, pour ses 5 mines. La société a prouvé des réserves récupérables de 614 millions de tonnes de charbon. 
Elle fait partie de l'indice WIG30, composé des 30 plus grosses capitalisations polonaises cotées à la bourse de Varsovie.